# Tmesisternus obliquelineatus
Tmesisternus obliquelineatus är en skalbaggsart som beskrevs av Stefan von Breuning 1939. Tmesisternus obliquelineatus ingår i släktet Tmesisternus och familjen långhorningar.
Artens utbredningsområde är Irian Jaya. Inga underarter finns listade i Catalogue of Life.